# Число Вольфа

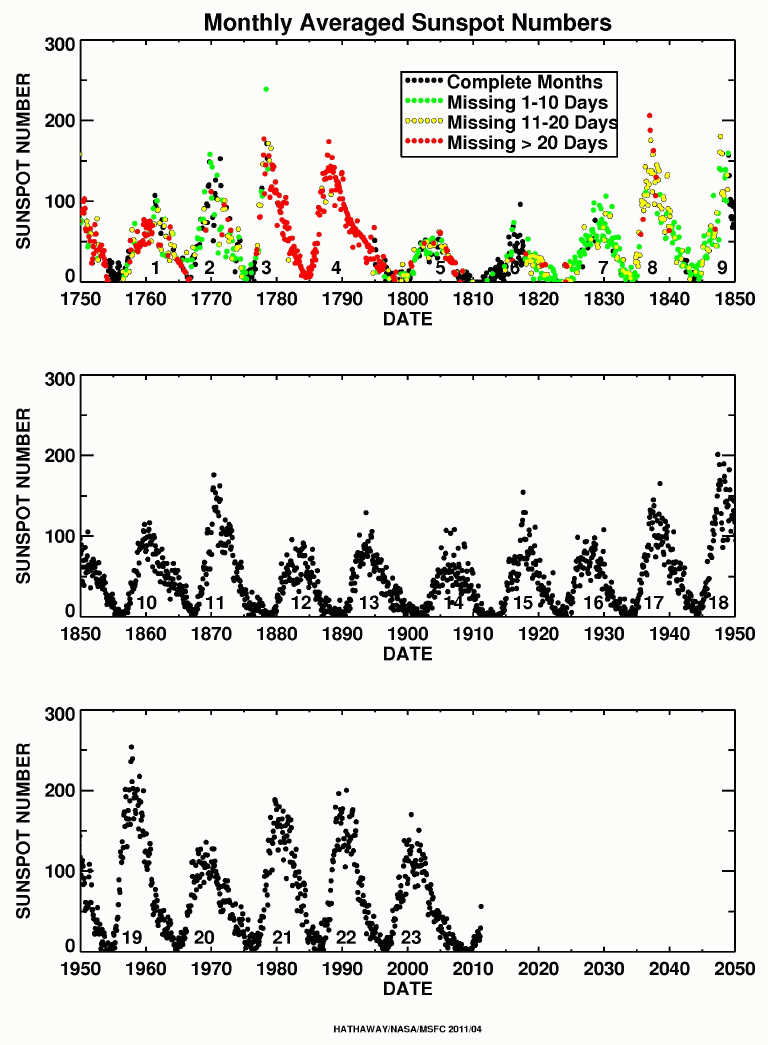
Число Вольфа з 1750 року

Число́ Во́льфа (міжнародне число сонячних плям, відносне число сонячних плям, цюрихсь б'ютьке число) — назване на честь швейцарського астронома Рудольфа Вольфа; числовий показник кількості плям на Сонці. Є одним із найпоширеніших показників сонячної активності.
Число Вольфа для даного дня обчислюється за формулою
{\displaystyle W=k(f+10g)\,\!},
де
{\displaystyle W} — число Вольфа;
{\displaystyle f} — число плям, що спостерігаються;
{\displaystyle g} — число груп плям, що спостерігаються;
{\displaystyle k} — нормувальний коефіцієнт.
Нормувальні коефіцієнти {\displaystyle k} виводяться для кожного спостерігача і телескопу, що дає можливість спільно використовувати числа Вольфа, обчислені різними спостерігачами. За міжнародну систему прийняті числа Вольфа, які в 1849 році розпочала публікувати Цюрихська обсерваторія, і для яких коефіцієнт {\displaystyle k} прийнято вважати рівним 1. В наш час[коли?] список всіх спостережень плям і визначення середньомісячних  і середньорічних значень чисел Вольфа відбуваються в Центрі аналізу даних щодо впливу Сонця в Бельгії. Існують також ряди чисел Вольфа, відновлені за непрямими даними для епохи, що передували 1849 року.
Якщо значення числа Вольфа у майбутньому буде збільшуватися, це означає, що кількість сонячних плям також буде збільшуватися, а сонячна активність зростатиме.
Швейцарським астрономом Максом Вальдмайєром отримана наступна емпірична залежність між середньорічними значенням числа Вольфа і сумарною площею сонячних плям:
{\displaystyle F=16{,}7\;W\,\!},
де {\displaystyle F\,} — площа плям в мільйонних долях півсфери. Однак є ряд вказівок на зміну характеру цього зв'язку з часом.